# 京兆地方
京兆地方是中華民國北洋政府時期的省级行政區之一，继承自清朝行政區劃中的京师順天府，為今北京市之前身。

## 歷史
辛亥革命成功後，1912年4月中華民國臨時參議院決定建都北京，所在地為順天府。1914年10月4日，順天府改為京兆地方，京兆地方正式成立。在1927年國民政府成立後，中華民國改以南京為首都，1928年6月，國民革命軍進佔北京，并在二次北伐所佔諸省進行一系列行政區劃改制，其中包括撤銷京兆地方，轄縣改隸河北省，即舊直隸省。京都降级为河北省的省轄市——北平市，后升级为院轄市。

## 辖区
清代順天府所辖24县，在设立京兆地方时将保安（1914年改名新镇）、文安、大城、宁河等县划归直隶省，余20县。其中大興、宛平、良鄉、房山、懷柔、順義、密雲、平谷、通縣、昌平十縣在今北京市境内；安次、永清、固安、香河、三河、涿縣、霸縣七縣則在今河北省境内；而薊縣、武清、宝坻三縣在今天津市境内。

## 官制
京兆地方設立後，中華民國大總統袁世凱於翌年頒布《京兆尹官制》，設京兆尹官職及京兆尹公署等行政官職及機關。該官署直隸中國政府統管，軍事歲收等皆隸中華民國大總統、中華民國國務總理等等不同時期的中國中央政府體制。不過，京兆地方轄下的各縣知事仍需將諸如災情、賑款、補助、工賑、修築河堤工程等文書報告提交京兆地方轉呈處理。

## 轶事
民国首任京兆尹王治馨。1914年，被肃政史夏寿康弹劾挪用公款。三天之后袁世凯下令，将其绑赴德胜门外刑场枪决。如此仓促灭口，有种种猜疑，视为民初奇案之一。
另有记载是1914年6月，王因贪污500銀元被逮，发交步军统领看管。10月21日由大理院宣判死刑，并于22日执行枪毙。